# Siliku
Siliku (gr. Σιλίκου) – wieś w Republice Cypryjskiej, w dystrykcie Limassol. W 2011 roku liczyła 137 mieszkańców.